# Direccionalidad

Un diagrama de una molécula de furanosa (anillo de azúcar) con los átomos de carbono etiquetados, usando la notación estándar.

En biología molecular y bioquímica, la direccionalidad se refiere a la orientación de un solo filamento o hebra de ácido nucleico. La convención química de nombrar los átomos de carbono en la pentosa de los nucleótidos numéricamente le confiere los nombres de extremo 5' y extremo 3' (generalmente pronunciados "extremo cinco prima" y "extremo tres prima", respectivamente). La posición relativa de estructuras a lo largo de un filamento de ácido nucleico, incluidos los centros de unión de genes y varias proteínas, usualmente se denominan: upstream (literalmente, contra corriente o río arriba, es decir, "hacia 5'") si es hacia el extremo 5', o downstream (literalmente, río abajo, es decir,  "hacia 3'").
La importancia de usar esta convención de nombres reside en el hecho de que los ácidos nucleicos sólo pueden sintetizar in vivo en una dirección 5' a 3'; porque la polimerasa usada para ensamblar nuevos filamentos debe unir un nuevo nucleótido al grupo 3'-hidroxilo (-OH) a través de un enlace fosfodiéster. Por convención, las secuencias de filamentos simples de ADN o ARN se escriben en dirección 5' a 3'.[cita requerida]

## Extremo 5'
El extremo 5'- (pronunciado "cinco prima") designa el extremo de una hebra de ADN o ARN que coincide con el grupo fosfato del quinto carbono de la respectiva ribosa o desoxirribosa terminal. Un grupo fosfato unido al extremo 5' permite la ligación de dos nucleótidos; por ejemplo, el enlazado covalente del grupo 5'-fosfato al 3'-hidroxilo de otro nucleótido, para formar un enlace fosfodiéster. La remoción del 5'-fosfato previene la ligación. Para prevenir ligados indeseados de ácidos nucleóticos (por ejemplo la autoligación de un vector plásmido en clonado de ADN), los biólogos moleculares comúnmente remueven el 5'-fosfato con una fosfatasa.

## Extremo 3'

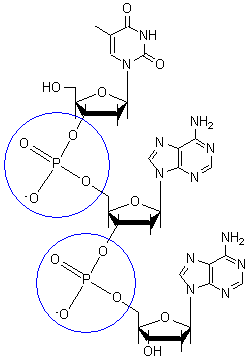
Diagrama de enlaces fosfodiéster (en un círculo) entre nucleótidos.

Este extremo de una hebra de ADN o ARN coincide con el grupo hidroxilo del tercer carbono de la respectiva ribosa o desoxirribosa terminal.